# Rue Perrin-Gasselin
Rue Perrin-Gasselin var en gata i Quartier du Louvre i Paris. Gatan var uppkallad efter markområdet "Perrin-Gasselin". Rue Perrin-Gasselin började vid Rue Saint-Denis 23–25 och slutade vid Rue de la Vieille-Harangerie 1–2. 
Rue Perrin-Gasselin var belägen i det tidigare fjärde arrondissementet, vilket existerade från 1795 till 1860.
Gatan revs år 1854.

## Bilder
| - Rue Perrin-Gasselin och dess omgivningar. Karta från 1700-talet. |

## Omgivningar
- Saint-Germain-l'Auxerrois
- Sainte-Chapelle
- Louvren
- Tuilerierna
- Rue des Orfèvres
- Rue des Lavandières-Sainte-Opportune
- Rue des Deux-Boules
- Quai des Orfèvres
- Rue Jean-Lantier
- Rue du Chevalier-du-Guet
- Place du Chevalier-du-Guet